# 郭振乾
郭振乾（1933年—2019年8月13日），河南洛宁人，中华人民共和国政治人物。中国人民大学贸易系毕业，高级经济师。1949年加入中国共产党，是中共第十三届、十四届中央委员会委员。曾任湖北省省长（1986年1月－1990年3月）、中国人民银行副行长、中华人民共和国审计署审计长（1994年5月—1998年3月），是第九届全国人大常委会委员、财政经济委员会副主任委员。

## 生平
郭振乾是公安干警出身；曾在河南嵩县公安局工作。后来，进入中国人民大学学习，还曾担任学校中共学生党支部书记。1954年毕业后，郭振乾被分配到湖北省商业厅工作。此后，他历任商业厅教育科副科长，湖北省商业学校副校长、中共湖北省委财贸办公室政治处副主任、主任，湖北省财办副主任兼中国人民建设银行湖北省分行行长等职。1983年，郭振乾出任湖北省副省长；1985年任代省长；次年正式当选湖北省省长。前武汉大学校长刘道玉的《一个大学校长自白》之““官贵民贱”的真相”一文中提到的利用职权霸道占用本属于他人的火车卧铺的湖北省省长就是郭振乾。
1990年4月，郭振乾上调中央，出任中国人民银行副行长、党组副书记。1993年8月转任审计署，任副审计长。1994年5月，在李鹏第二任“内阁”中，担任审计署审计长。1998年3月，第九届全国人大第一次会议上，他当选为全国人民代表大会常务委员会委员、第九届全国人大财政经济委员会副主任委员。
2019年8月13日13時16分，郭振乾因病醫治無效在北京逝世，享年86歲。